# سعدي إيرماك
محمود سعدي إيرماك (15 مايو 1904 - 11 نوفمبر 1990)، هو أكاديمي وطبيب تخصص في علم وظائف الأعضاء وسياسي تركي. شغل منصب وزير العمل في الفترة من 9 مارس 1943 إلى 9 سبتمبر 1947، ثم رئيسًا لوزراء تركيا (من 17 نوفمبر 1974 إلى 31 مارس 1975) في عهد الرئيس فخري كوروترك، ثم رئيسًا للبرلمان التركي في الفترة من 27 أكتوبر 1981 إلى 4 ديسمبر 1983.

## روابط خارجية
- سعدي إيرماك على موقع مونزينجر (الألمانية)